# Théba polgármestere
Théba polgármestere az ókori Egyiptom újbirodalmi fővárosának, Thébának a vezetője volt.
A cím birtokosa a XVIII. dinasztia idején Théba városának legmagasabb rangú vezetője volt. Viselte emellett az „Ámon istállóinak elöljárója” címet is, így a thébai Ámon-templom ellátásáért is felelt. A XIX. dinasztia korától fogva már csak a keleti városrészt igazgatta, mert létrejött egy új hivatal, a Nyugat-Théba polgármestere, ennek betöltője azonban alá volt rendelve Théba polgármesterének.
Feladatai közé tartozott többek közt a bírói jogkör gyakorlása, mert az újbirodalmi polgármesterek a papsággal együtt helyi bíróságokat alkottak. Elkísérte a vezírt vagy az Ámon-papokat a nyugati parti nekropoliszba, annak ellenőrzésére. Irányítása alá tartoztak a városrészek parancsnokai, akik közül kettő volt a város északi és kettő a déli részén, és rendőri feladatokat láttak el, valamint a városkörzetek írnokai, akikből a ramesszida kortól kezdve szintén kettő volt az északi, kettő a déli városrészben, valamint kettő Nyugat-Thébában. Emellett rendelkezett külön írnokkal, illetve polgármester-helyettessel, akinek szintén voltak írnokai.
A legismertebb polgármesterek közé tartozik Ineni, Szennofer és Ptahmosze az Újbirodalom idején, valamint Montuemhat a későkorban.

## A cím ismert viselői

### Újbirodalom
| Név             | Uralkodó                    | Megjegyzések                                                                          |
| --------------- | --------------------------- | ------------------------------------------------------------------------------------- |
| Tetiki          | I. Jahmesz                  |                                                                                       |
| Szeni           | I. Amenhotep – II. Thotmesz | I. Thotmesz alatt Kús alkirálya                                                       |
| Ineni           | I. Thotmesz – Hatsepszut    |                                                                                       |
| Szauszer        | III. Thotmesz               | Egyszer említik a thébai A4 sírban, melynek tulajdonosa Wenszu, „a déli város írnoka” |
| Szennofer       | II. Amenhotep               |                                                                                       |
| Kenamon         | III. Amenhotep              | Szennofer veje; a thébai TT162 sírba temették.                                        |
| Ptahmosze       | III. Amenhotep              | Vezír és Ámon főpapja is                                                              |
| Amenemheb       | XVIII. dinasztia vége       |                                                                                       |
| Roi             | XVIII. dinasztia            |                                                                                       |
| Paszer          | II. Ramszesz                | Vezír és később Ámon főpapja is.                                                      |
| Haunofer        | II. Ramszesz – Merenptah    |                                                                                       |
| Amenemhat       | XIX. dinasztia              |                                                                                       |
| Mai             | XIX. dinasztia              |                                                                                       |
| Nofermenu       | XIX. dinasztia              |                                                                                       |
| Nebneheh        | XX. dinasztia               |                                                                                       |
| Paszer          | III. Ramszesz               |                                                                                       |
| Amenmosze       | IV. Ramszesz                |                                                                                       |
| Paszer          | IX. Ramszesz                |                                                                                       |
| Neszi Amenemope | XI. Ramszesz                |                                                                                       |

### Későkor
| Név            | Uralkodó                 | Megjegyzések    |
| -------------- | ------------------------ | --------------- |
| Karabaszken    | XXV. dinasztia           | Sírja a TT391.  |
| Neszptah       | XXV. dinasztia           |                 |
| Montuemhat     | I. Pszammetik            |                 |
| Basza          | I. Pszammetik            |                 |
| Pabasza        | I. Pszammetik            | Sírja a TT279.  |
| Pediamon       | I. Pszammetik            |                 |
| Patjenefi      | I. Pszammetik            | Sírja a TT128.  |
| Neszptah       | I. Pszammetik            | Montuemhat fia. |
| Reemmaaheru    | I. Pszammetik            |                 |
| Ramosze        | I. Pszammetik            |                 |
| Honszirdesz    | I. Pszammetik            |                 |
| Padihórresznet | I. Pszammetik – II. Nékó |                 |

## Nyugat-Théba polgármestere
Nyugat-Théba polgármesterének címe először II. Ramszesz idején jelenik meg. A XIX. dinasztia idején egyre nőtt a Nílus nyugati partján lévő templomok száma, így több munkásra és templomi alkalmazottra volt szükség, akiket el kellett látni. Ebből a célból hozták létre Nyugat-Théba polgármesterének hivatalát, melynek betöltője felelt az ott lévő istállókért, és a nekropolisz munkásainak ellátásáért, emellett rendőrfőnökként felügyelte a királysírok biztonságát, őrizte a rabokat és elítélte a sírrablókat. Nyugat-Théba polgármestere a hierarchiában Théba polgármestere alá tartozott.
| Név     | Uralkodó                    | Megjegyzések |
| ------- | --------------------------- | ------------ |
| Ramosze | II. Ramszesz                |              |
| Paweraa | IX. Ramszesz – XI. Ramszesz |              |

## Fordítás
- Ez a szócikk részben vagy egészben  a   Bürgermeister von Theben című német Wikipédia-szócikk ezen változatának fordításán alapul.  Az eredeti cikk szerkesztőit annak laptörténete sorolja fel. Ez a jelzés csupán a megfogalmazás eredetét és a szerzői jogokat jelzi, nem szolgál a cikkben szereplő információk forrásmegjelöléseként.
- Ez a szócikk részben vagy egészben  a   Bürgermeister von Westtheben című német Wikipédia-szócikk ezen változatának fordításán alapul.  Az eredeti cikk szerkesztőit annak laptörténete sorolja fel. Ez a jelzés csupán a megfogalmazás eredetét és a szerzői jogokat jelzi, nem szolgál a cikkben szereplő információk forrásmegjelöléseként.